# 크툴루 신화

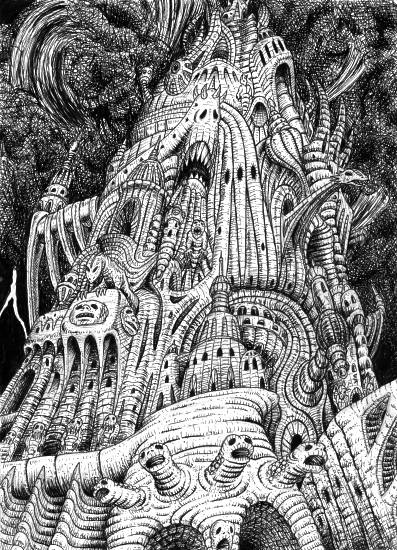

크툴루 신화(Cthulhu Mythos)는 미국의 호러 작가 어거스트 덜레스(August Derleth)가 만들어낸 조어로, 하워드 필립스 러브크래프트의 저작물을 기반으로 후대의 작가들이 보충한 일련의 신화 체계이다.

## 발전
로버트 M. 프라이스는 수필 〈H.P. 러브크래프트와 크툴루 신화〉에서 러브크래프트 자신에 의해 형태를 갖춘 첫 단계와 러브크래프트 사후 어거스트 덜레스가 분류하고 확장시킨 두 번째 단계로 분류했다.

### 제1단계
러브크래프트 생에 후반에 이미 러브크래프트와 서신을 교환한 클라크 애슈턴 스미스, 로버트 E. 하워드, 로버트 블로크, 프랭크 벨크냅 롱, 헨리 커트너 등의 ‘러브크래프트 서클’ 작가들 사이에서 러브크래프트 신화의 모티브가 사용되기 시작했다.
러브크래프트는 각 작가의 고유한 이야기전개가 있음을 인정하고 한 작가에 의해 사용된 요소가 반드시 다른 작가의 체계 일부가 될 필요가 없음을 인정했다. 예로 스미스가 “크툴루”라는 존재를 언급했다고 해서 크툴루가 그의 하이퍼보리아 연작의 일부는 아니라는 것이다. 이에 대한 예외는 스미스의 샤토과로, 러브크래프트는 스미스의 창작품을 그의 연작에 포함해 샤토과를 크툴루, 이그, 슈브-니구라스, 누그와 예브 등과 함께 크'느-얀의 지하세계에 배치했다.
러브크래프트 신화 대부분의 요소는 러브크래프트 서클 작가들의 연작에서 따온 것이 아니라 각 작가가 창작해 신화에 추가한 것으로, 대표적인 예로 신화에서 언급되는 금지된 지식에 대한 마도서와 같은 것들이 그러하다. 로버트 E. 하워드는 〈밤의 아이들〉(1931년)에서 그의 캐릭터 프리드리히 폰 윤츠로 하여금 러브크래프트의 《네크로노미콘》을 읽게 했고 러브크래프트는 〈영겁으로부터〉(1935년)와 〈시간을 넘어선 그림자〉(1936년)에 하워드의 《운아우슈프레흐리헨 쿨텐》을 등장시켰다.
데이비드 E. 슐츠가 말한 바로는 러브크래프트는 처음부터 신화를 창작할 마음은 없었으나 그의 가상의 만신전을 배경 효과로 사용하려는 것일 뿐이었다. 따라서 러브크래프트의 ‘의사신화’ - 러브크래프트 본인과 다른 작가들에 의해 사용된 용어 - 는 각 이야기의 배경일 뿐 다시 만듦은 아니다. 실제로 러브크래프트 단편들의 중심은 가상의 마을 아캄이지 크툴루와 같은 존재들이 아니다. 러브크래프트가 그의 의사신화보다 "아캄 연작"의 장소들에 대해 더 많은 무게를 둔 것은 그의 후기 저작들에서 드러난다. 윌 머리는 러브크래프트가 유령작가로서 다른 사람 이름으로 발표한 단편들에서는 그의 만신전의 요소들을 사용한 데에 비해 아캄과 그 주변 장소들은 그의 이름으로 발표한 단편에서만 사용했음을 지적하였다.

### 제2단계

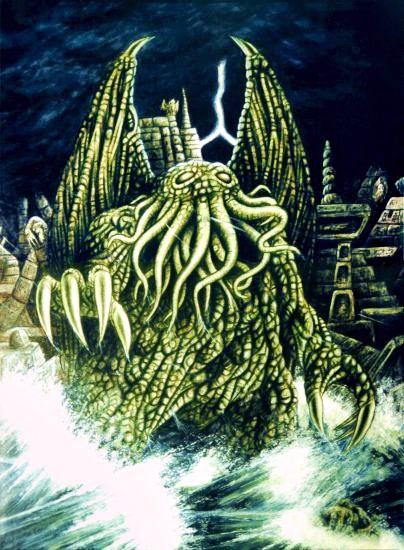
크툴루의 상상도.

크툴루 신화의 두 번째 발전단계는 어거스트 덜레스가 신화를 확장시키고 만신전의 존재들에게 공기, 땅, 불, 물의 원소를 대응시킨 원소 체계를 고안함과 함께 시작되었다. 프라이스는 러브크래프트의 단편들은 로드 던세이니의 영향 아래서 쓰인 ‘던사니안’, 뉴잉글랜드를 배경으로 한 ‘아캄 연작’, 크툴루를 비롯한 우주적 존재들이 등장하는 ‘크툴루 연작’으로 분류할 수 있다고 제시한 바 있는데, 덜레스는 이러한 연작들을 구분을 짓기보다 하나로 합쳐 하나의 거대한 연작을 구상하였다. 덜레스는 또한 만신전의 존재들을 선과 악의 대결구도로 제시하여 러브크래프트와 그의 서클 작가들의 음울하고, 허무주의적인 분위기와 대치된다.
덜레스는 또한 러브크래프트와 다른 작가들의 연작들에 대한 구분을 무시하였는데, 러브크래프트가 다른 작가의 구상을 빌려서 사용한 예가 있다면 덜레스는 이것을 다른 작가의 연작을 크툴루 신화에 포함해도 될 근거로 사용하였으며, 크툴루 신화의 요소를 포함하는 모든 단편의 모든 요소를 신화에 포함했다. 예로 러브크래프트가 클라크 애슈턴 스미스의 《에이본의 서》에 대한 짧은 언급을 남긴 것만으로 스미스의 우보-사틀라를 신화에 포함하는 식이다. 이러한 방식으로 신화는 크게 확장되었다.

### 제3단계
크툴루 신화는 1981년 카오시움에서 《크툴루의 부름 RPG》를 출시하며 더욱 본래의 모습에서 멀어졌다. RPG의 신화는 러브크래프트의 만신전 존재들을 외부신, 위대한 고대의 존재들, 그 하인들과 그 외의 존재들로 구분했다. 게임과 관련 출판물들은 이러한 존재들의 가계도를 정립시켰으며, 다니엘 함즈가 편집한 크툴루 신화 백과사전인 《엔사이클로페디어 크툴히아나》가 출판되기에 이르렀다.

## 같이 보기
- 크툴루 신화의 요소
- 고대신
- 위대한 고대의 존재
- 외부신